# Lissenkoisme

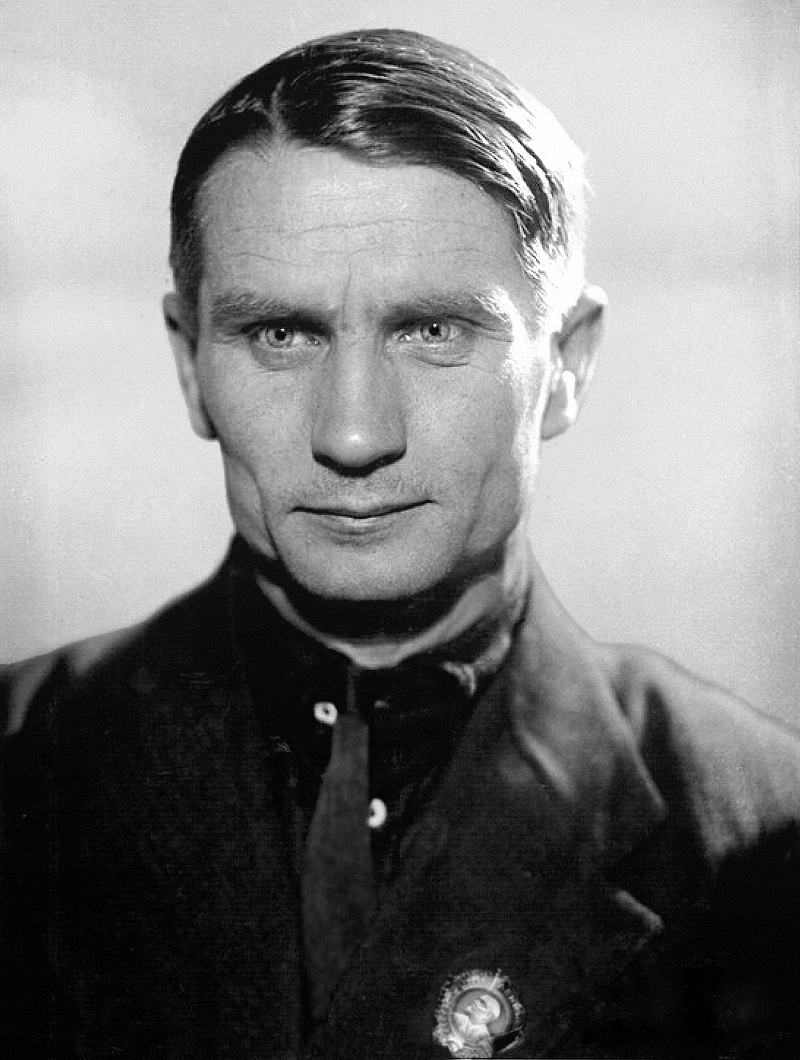
Trofim Lissenko

Lissenkoisme és un terme derivat del nom de l'enginyer agrònom soviètic Trofim Denísovitx Lissenko (1898-1976), que es pot interpretar de maneres diferents:
Des del punt de vista científic, el lissenkoisme es basaria en la ciència agrícola de Lissenko, oposada a la genètica, recolzada en les nocions de Lamarck sobre "herència de caràcters adquirits". Així, Lissenko afirmava ser capaç de realitzar prodigiosos avanços en l'agricultura soviètica, reduint temps de maduració o multiplicant-ne collites. També es denominà mitxurinisme, com el mateix Lissenko anomenava la seua teoria en reconeixement d'Ivan Vladímirovitx Mitxurin, o mitxurinisme-lissenkoisme.

## Les "troballes" agrícoles
Lissenko afirmava haver fet descobriments agrícoles que podrien millorar el rendiment de les collites. Les seues tesis, a vegades confuses, partien de la noció falsa d'"herència de caràcters adquirits" (lamarckisme) combinada amb diverses formes de darwinisme. Amb un procediment que combinava la vernalització i la hibridació, recomanava "instruccions pràctiques" per millorar la producció agrícola, abans que el seu estudi científic, com ara refredar el gra abans de sembrar-lo. A grans trets Lissenko afirmava que les plantes podien modificar-se únicament per l'ambient, sense tenir-ne en compte l'herència genètica.

## El vessant polític i ideològic
Per raons tant ideològiques com pragmàtiques, els dirigents soviètics i sobretot Iósif Stalin promocionaren les idees de Lissenko. Ideològicament, el lissenkoisme "recolzava" els postulats marxistes sobre la mal·leabilitat de la naturalesa humana més enllà de l'herència genètica. També hi havia l'evident aplicació pràctica d'unes tesis que, si haguessen reeixit, haurien solucionat el problema de desproveïment alimentari que patia el poble rus.
La identificació de les teories lissenkoistes amb el règim soviètic fou total: es va convertir, d'alguna manera, en la "ciència soviètica". Lissenko editava els seus "descobriments" no en publicacions científiques, sinó en mitjans d'abast popular. Esdevingué, durant més de trenta anys (entre finals dels anys 20 i mitjans dels 60), l'única veu autoritzada de la ciència agrícola de l'URSS i influí directament en les decisions polítiques. El seu poder era tal que convertí en presoners polítics nombrosos científics oposats a les seues tesis, alguns dels quals hi van morir, com el botànic i genetista Nikolai Vavílov, mort el 1943 de malnutrició a la presó. La genètica arribà a ser, d'alguna manera, "enemiga" del món obrer, i l'ADN (quan es descobrí) una superstició dels mitjans occidentals. El lissenkoisme fou acollit en molts estats del Bloc de l'Est i a la Xina, amb més o menys acceptació.
La identificació ciència i política en el cas de Lissenko es demostra en el seu declivi, associat íntimament al de les idees i procediments de Stalin. Tot i que Khrusxov encara li donaria suport un temps, l'eliminació del culte a la personalitat i l'excés de poder del període estalinista (desestalinització) obririen bretxes per on s'escolaria la crítica a les idees de Lissenko. A mitjans 60 les seues tesis ja havien estat desacreditades en la mateixa URSS, i ell fou apartat dels llocs de responsabilitat i enviat a una granja experimental.

## Ús figurat
El terme lissenkoisme s'empra a vegades de manera figurada, per a denotar la submissió de la ciència a la política.